# Château de Poizieu
Le château de Poizieu est un château situé à Chozeau dans le département français de l'Isère, en France.

## Histoire
Il est inscrit partiellement au titre des monuments historiques par arrêté du 18 octobre 1979.